# Trung Thu (xã)
Trung Thu là một xã thuộc huyện Tủa Chùa, tỉnh Điện Biên, Việt Nam.
Xã có diện tích 53,11 km², dân số năm 1999 là 2437 người, mật độ dân số đạt 46 người/km².

## Lịch sử
Ngày 6 tháng 12 năm 2019, HĐND tỉnh Điện Biên ban hành Nghị quyết số 148/NQ-HĐND về việc thành lập thôn Đề Can trên cơ sở thôn Phình Hồ Ke và thôn Mô Lu Tổng.